# Juhász Sára
Juhász Sára, Cs. Juhász Sára, asszonynevén Csaba Lászlóné (Budapest, 1926. április 12. – 2020. március 15.) – Ybl Miklós-díjas magyar építész, az IPARTERV több évtizedes munkatársaként a magyar ipari építészet úttörője, a regionalista modernizmus értő művelője, aki 1966-ban a harmadik nőként kapta meg a legmagasabb magyar szakmai elismerést.

## Életpályája
Szülei a trianoni döntést követően a Felvidékről költöztek a fővárosba. A Gizella Királyné Leánygimnáziumban érettségizett 1944-ben. A Budapesti Műegyetemen 1949-ben szerezte meg diplomáját. 
Férjével, Csaba Lászlóval az egyetemi évek alatt ismerkedtek össze. 1950. június 17-én, a Pongrác úti templomban kötöttek házasságot. Gyermekeik: Eszter és László.

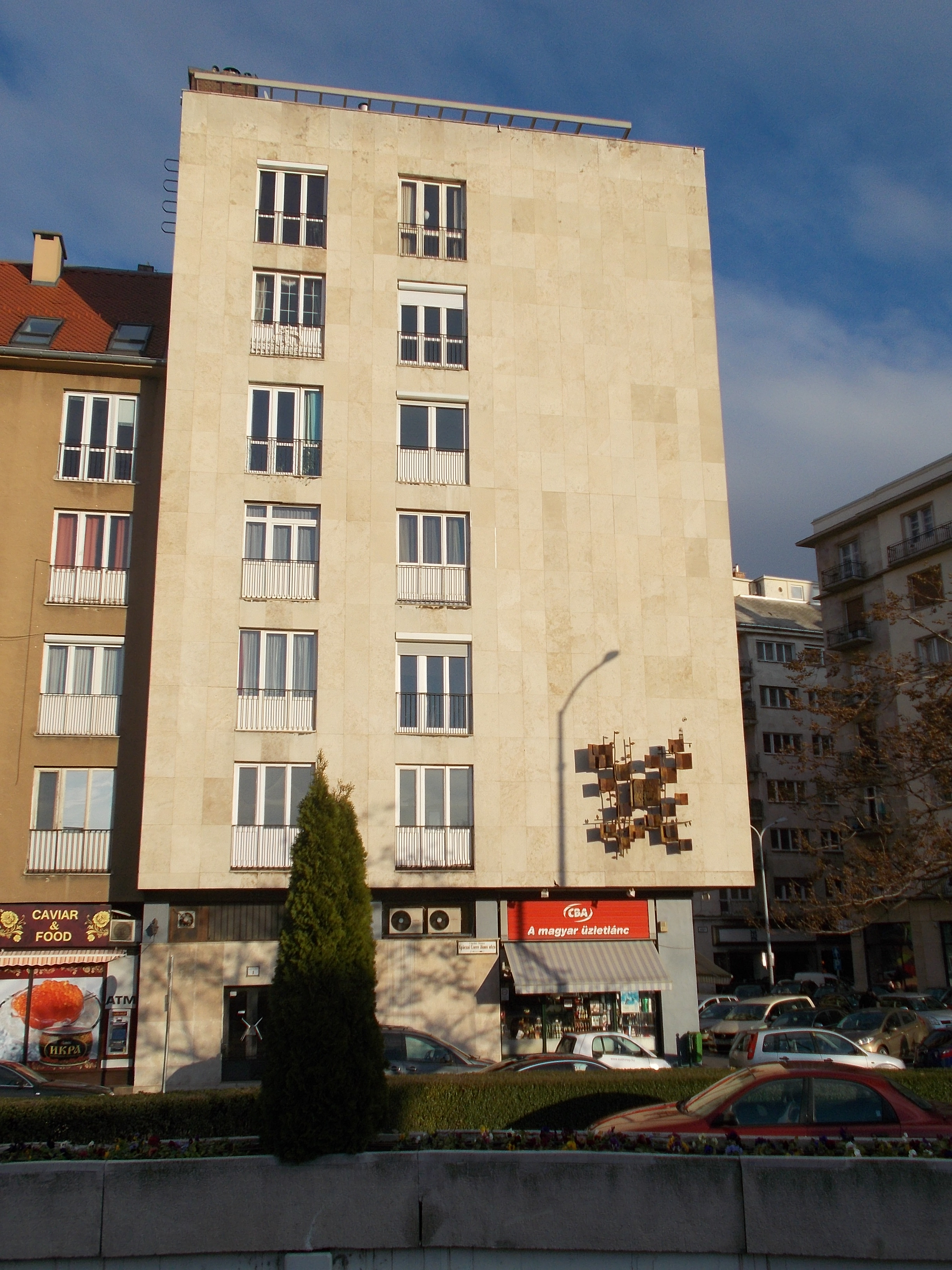
Többemeletes társasház, Budapest V. kerület, Apáczai Csere János utca 1.

1949 márciusában, még diplomázás előtt kezdett a MATI-ban dolgozni, majd a MEZŐTERV-be került, majd a nem sokkal korábban létrehozott IPARTERV munkatársa lett egészen nyugdíjba vonulásáig. Itt eleinte Rácz Györggyel dolgozott együtt. Első közös munkájuk az 1952-ben elkészült martonvásári lakáskomplexum az MTA kutatóintézetében dolgozó tudósok számára, de közösen tervezték az OTP 1960-ra felépült Apáczai Csere János utcai társasházát is Budapesten, amely az 1956 után visszatérő modernizmus egyik kitüntetett helyszínen álló, emblematikus épülete.
Első munkahelye a MEZŐTERV volt, majd az IPARTERV munkatársa lett, ahol egészen nyugdíjba vonulásáig dolgozott. Az IPARTERV-nél eleinte Rácz Györggyel dolgozott együtt. Első közös munkájuk volt az 1952-ben elkészült az MTA kutatóintézetében dolgozó tudósok számára épült martonvásári lakáskomplexum, de közös tervezés volt az OTP 1960-ra felépült Apáczai Csere János utcai társasháza is Budapesten, amely az 1956 után visszatérő modernizmus egyik emblematikus épülete lett.
Cs. Juhász Sára visszafogott, a környezetet és a hazai építészeti hagyományokat figyelembe véve, igényes ipari épületeket tervezett, igy többek között az ő tervei szerint épült:  
- Phylaxia Állami Oltóanyaggyár (Budapest, 1952)
- Uzsoki úti gyógyszerközpont (Budapest, 1958)
- Egyesült Izzó üdülőjének étkezője (Fonyód, 1959)
- A Herendi porcelángyár számára tervezett, 50 lakásos lakótelep. Ez a lehetőségeket és a lakók igényeit messzemenően figyelembe vevő, realista, emberléptékű modernizmus példája volt.

Az 1960-as években számos feladat foglalkoztatta: belvárosi lakóház tervezése, ipari épületek, sőt, műemléki rekonstrukció is szerepelt a munkák közt. a
Az Ybl-díjat 1966-ban kapta, „az Esztergomi Szerszámgépgyár és egyéb ipari épületek építészeti megoldásaiért” érdemelte ki. Az érett modernizmus egyértelmű stílusjegyeit tükröző, igényesen formált épületegyüttes hazai ipari építészetünk kevéssé ismert csúcsteljesítményei közé tartozik.
IPARTERV-es pályájának csúcsára az 1970-es években ért: komoly komplex beruházásokat tervezhetett többek között Nyergesújfalun, Tapolcán és Budapesten is. Az IPARTERV-től 1982-ben vonult vissza, azonban ez nem jelentette építészeti munkáinak befejezését. A magántervezést, amelyet férjével már az ötvenes évek végétől közösen folytattak, továbbra is felvállalva, férje halála után az 1990-es években már önálló tervezőként, mellette kisebb, de a helyi közösségek életében meghatározó munkákat is vállalt, pl. plébánia-rekonstrukciókat, időotthon tervezését Csepelen, téli kápolna munkáit Balatonakarattyán és egy egyházi iskola tornacsarnokának tervezését is Jánoshalmán, mint utolsó műve ez 1998-ra készült el.
2020. március 15-én, 93 évesen érte a halál.